# Vrtoče
Vrtoče este o localitate din comuna Miren - Kostanjevica, Slovenia, cu o populație de 51 de locuitori.